# Molenbeek (Renkum)
De Molenbeek is een beek die bij Renkum in de Nederrijn stroomt. In de volksmond wordt hij ook wel Renkumse beek genoemd.
De Molenbeek ontspringt ten noorden van de spoorbaan Utrecht - Arnhem (halverwege Ede en Wolfheze) en net ten oosten van de kruising van de spoorbaan met de A12. Stroomafwaarts wordt de beek ook door diverse sprengen gevoed. Het beekdal van de Molenbeek ligt in een laagte tussen stuwwallen op de Zuid-Veluwe. De oostelijke stuwwal loopt vanaf Wageningen via Ede naar Lunteren, de westelijke wal loopt ten oosten van Heelsum via Arnhem langs de IJsselvallei naar het noorden. De linkertak is een westelijk smeltwaterdal, dat uiteindelijk doorloopt tot aan de Kreelse Plas. De rechtertak is eveneens een smeltwaterdal dat doorloopt tot een gebied westelijk van de Imbosch.
Het noordelijk deel van de Molenbeek is tot aan de Hartenseweg goed zichtbaar in het landschap, hoewel droogstaand en enigszins overwoekerd. Ten zuiden van de Hartenseweg was de beek overkluisd vanwege het bedrijventerrein Beukenlaan. Na de sanering van het bedrijventerrein is het tracé weer open gemaakt. Ten zuiden van het bedrijventerrein stroomt de Molenbeek tezamen met de Oliemolenbeek, de Halveradsbeek in de Kortenburgsebeek. De Kortenburgsebeek stroomt uiteindelijk via het zuidelijk deel van het Renkums Beekdal via een duiker onder de provinciale weg N225 in een strang van de Nederrijn.

## Watermolens
Langs de Molenbeek stonden diverse molens.
- Achter de bock, bouwjaar circa 1598, gesloopt in 1865
- Papiermolen bij de oude kerk, bouwjaar 1715, gesloopt in 1800
- Kwadenoord 1, bouwjaar 1703
- Kwadenoord 2, bouwjaar 1713
- Hartense korenmolen, bouwjaar 1720